# Teodor Werner

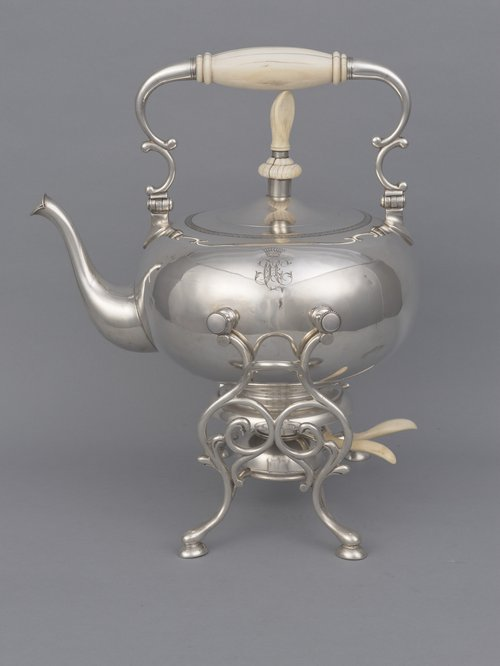
Buliera wg projektu T. Wernera

August Teodor Werner – używał imienia Teodor (ur. 13 kwietnia 1836 w Warszawie, zm. 20 maja 1902 tamże) – złotnik, przemysłowiec, współzałożyciel Towarzystwa Akcyjnego Fabryk Metalowych pod firmą „Norblin, Bracia Buch i T.Werner” w Warszawie.

## Młodość i lata nauki
Pochodził ze spolonizowanej rodziny niemieckich przemysłowców; był synem Jana Bogobojnego-Fürchtegott (1795-1861) i Marii Julii z domu Hellwig I voto Werner (1799-1852), siódmym z dziewięciorga dzieci Wernerów.
Z wykształcenia był złotnikiem, zawodu uczył się w warsztacie Karola Filipa Malcza (1797-1891) w Warszawie, produkującego “wyroby srebrne najwyższej jakości”. Po ukończeniu nauki, wyjechał wraz z Janem Łopieńskim (1838-1907 – cyzelerem, późniejszym, od 1880 kierownikiem działu w fabryce platerów Norblin – Bracia Buch) i platernikiem – Adamem Czajkowskim, do Krakowa, Wiednia i Paryża, by uzyskać dodatkowe umiejętności i odbyć praktykę zawodową w zakładach rzemieślniczych. Kształcił się prawdopodobnie u rzeźbiarza A. Ziembowskiego w Krakowie i u Hollenbacha w Paryżu.

## Działalność zawodowa
Do Warszawy wrócił na przełomie lat 50. i 60. XIX w. Został kierownikiem warsztatu złotniczego Karola Malcza; w 1864 przejął zakład na własność (Teodor Werner był bowiem bratankiem żony Malcza – Rozyny z Wernerów). Przeniósł wówczas zakład na Krakowskie Przedmieście nr hip. 412a. Już wtedy wymieniano Wernera wśród złotników należących do cechu. Swoje wytwory sygnował znakiem firmowym K. Malcza: kotwicą w owalnym polu.
W 1865 Teodor Werner odkupił od swego teścia – Wincentego Konstantego Norblina – w 1/4 części fabrykę wyrobów platerowanych w Warszawie przy ul. Chłodnej 3 (nr hip. 933); 1/4 cześć nabyła żona Teodora Wernera – Albertyna z Norblinów, a w pozostałej 1/2 części Ludwik Norblin (1836-1914), syn sprzedającego – brat Albertyny. Warunki transakcji były sprzyjające dla nabywców: Norblin obniżył cenę sprzedażną do 100 tys. rubli, a spłatę długu rozłożył na raty wynoszące 5 tys. rubli rocznie. Po śmierci Wincentego Konstantego Norblina w 1872 na mocy testamentu, warunki spłaty stały się jeszcze bardziej korzystne.
Po zakupie fabryki Werner wszedł w spółkę z Ludwikiem Norblinem. Jednak oba przedsiębiorstwa prowadziły wydzieloną produkcję: zakład Norblina – wytwarzał wyroby platerowane, a zakład Wernera wyłącznie srebrne. Także w ogłoszeniach reklamowych Teodor Werner. odwoływał się do odrębnych tradycji: “Fabryka wyrobów srebrnych T.Wernera i Spółki, dawniej Karola Malcza”. W 1870 przeniósł swą wytwórnię sreber na teren zakładów Norblina, przy ul. Chłodnej. W tym czasie w fabryce Wernera pracowało 40 osób. Pod koniec lat siedemdziesiątych XIX w. zakłady Norblina i Wernera dysponowały dwiema maszynami parowymi o mocy 19 KM, zatrudniały 112 robotników, a wartość rocznej produkcji wynosiła 73 tys. rubli. W dalszych latach nieznany jest zakres samodzielności poszczególnych działów spółki Norblina i Wernera.
W II poł. XIX w. zakłady Wernera utrzymywały prymat w branży złotniczej w Warszawie. W zróżnicowanej produkcji dominowały artykuły o charakterze użytkowym (samowary, lichtarze, zegary, imbryki, dzbanki, patery, tace, cukiernice, sztućce), kościelne (monstrancje, ampuły mszalne, kielichy) oraz wyroby artystyczne. W ocenie specjalistów, srebra Wernera mimo fabrycznej produkcji, cechował wysoki poziom techniczny, wyróżniały się bogactwem form i dekoracji oraz troską o jakość. Wzornictwo wyrobów nawiązywało do stylów historycznych, przeważały jednak formy neobarokowe, później stosowano także motywy secesyjne, a z upływem lat kubizujące.
Werner rozpowszechnił dekoracyjne zastosowanie złoceń, kładzione na wyrobach paski i plamy podkreślały detale, rozbijały monotonię powierzchni. Od lat siedemdziesiątych XIX w. stosował giloszunkową metodę dekorowania drobnym grawerunkiem powierzchni metalu; fabryka dysponowała bowiem maszynami giloszunkowymi, za pomocą których cienkim rylcem rysowano na powierzchni naczyń powtarzające się wzory geometryczne.
W 1882 spółka Norblin-Werner wykupiła wytwórnię platerów Braci Buch w Warszawie, przy ul. Żelaznej 17 (późniejszy nr 51), przenosząc tam w 1886 zakłady z ul. Chłodnej.

## Towarzystwo Akcyjne Fabryk Metalowych „Norblin, Bracia Buch i T.Werner” w Warszawie

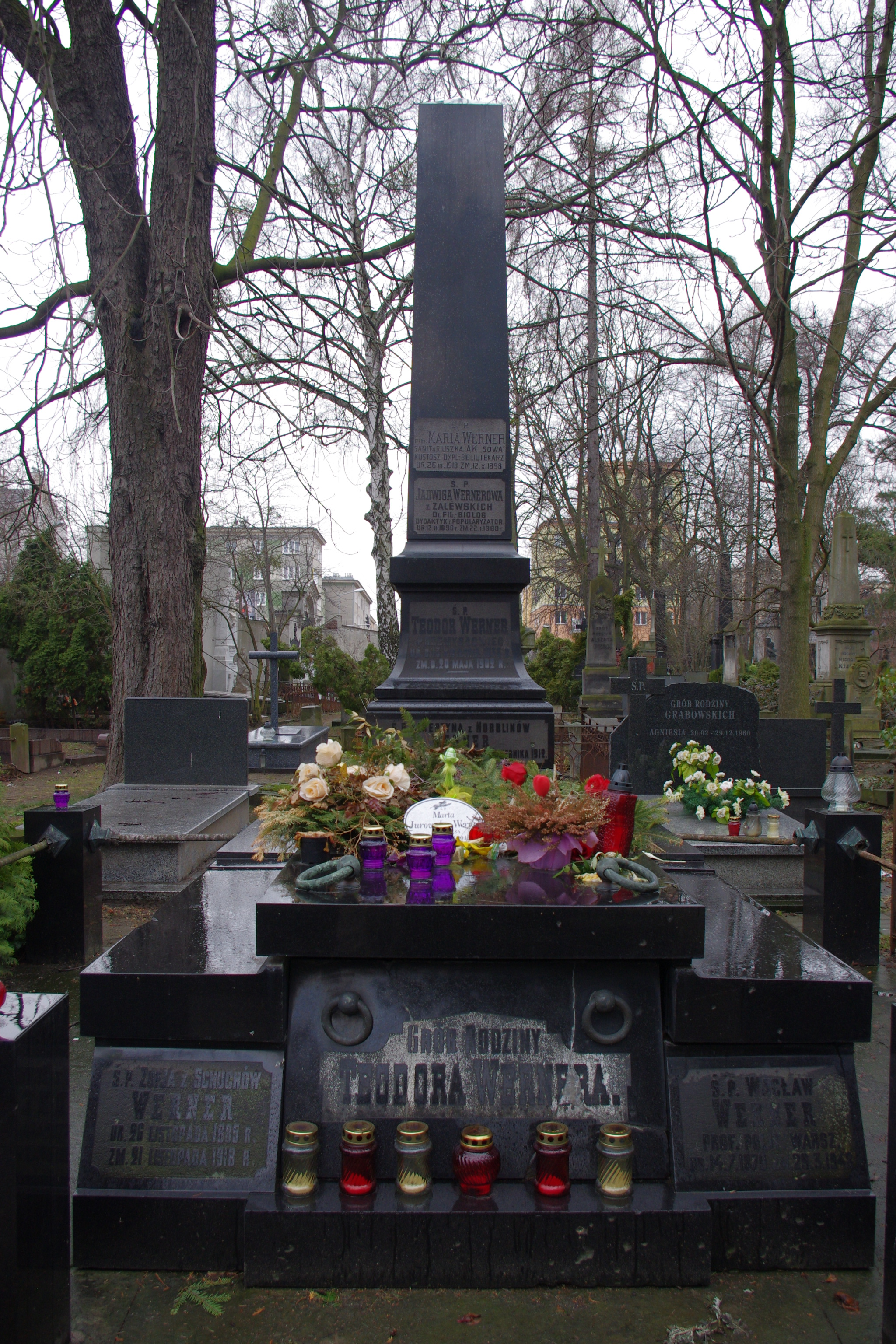
Grób przemysłowca Augusta Teodora Wernera, biologa Jadwigi Werner, sanitariuszki AK – Marii Werner i fizyka Wacława Wernera na Cmentarzu ewangelicko-reformowanym w Warszawie

W 1893 Teodor Werner był jednym ze współzałożycieli nowej spółki, zarejestrowanej pod nazwą: Towarzystwo Akcyjne Fabryk Metalowych „Norblin, Bracia Buch i T.Werner” w Warszawie, z siedzibą przy ul. Żelaznej 51 (statut spółki zatwierdzono 12 kwietnia 1893, otwarcie operacji nastąpiło 1 lipca 1893).
Kapitał zakładowy spółki wynosił 1,5 mln rubli i podzielony był na 1500 akcji, po 1000 rubli każda; jedna trzecia część akcji (tj. 500 szt. o wartości pół miliona rubli) należała do Wernera. Pozostałymi akcjami dysponowali: Ludwik Norblin (500 szt.) oraz Karol Temler (szwagier Wernera), Aleksander Temler (po 166 szt.), Adam Norblin i Kazimierz Szwede (po 84 szt.). W ciągu kilku następnych lat nastąpiło rozproszenie akcji: Werner w 1899 posiadał 352 akcje, pozostałą część przekazał członkom rodziny, m.in. synowi Teodorowi Sylwestrowi (1867-1919) – 31 akcji.
Fabryka należała do grupy sześciu największych w branży metalowej na terenie Królestwa Polskiego i dynamicznie się rozwijała; zwiększała się mechanizacja procesu produkcyjnego, moc zainstalowanych silników parowych wynosiła w 1893. 80 KM, by w ciągu dziesięciolecia wzrosnąć do 300 KM; zatrudniano już 400 robotników, a wartość produkcji opiewała na 1,2 mln rubli (1893); nieznany jest procent globalnej produkcji przypadającej na artykuły srebrne Wernera.
Użytkowe i artystyczne wyroby fabryki nie decydowały już o charterze produkcji. W latach dziewięćdziesiątych XIX w. firma wybudowała walcownię metali kolorowych, w której wytwarzano nieprodukowane dotychczas: blachę mosiężną i srebrną, drut mosiężny, miedziany i srebrny, rury miedziane i mosiężne ciągnione bez szwu (od 1895 zakłady zmonopolizowały wytwarzanie rur miedzianych w Królestwie Polskim). Przedsiębiorstwo realizowało zamówienia rosyjskich ministerstw marynarki i komunikacji, dostarczała wyroby metalowe na rynek krajowy.
Produkty użytkowe, głównie galanteria srebrna i platerowana, były prezentowane i nagradzane na targach i wystawach w Paryżu, Petersburgu, Kijowie, Odessie; sieć sklepów firmowych funkcjonowała w kilkunastu największych miastach cesarstwa rosyjskiego, a przedstawicielstwo handlowe w Teheranie.
Spółka Akcyjna Fabryk Metalowych pod firmą „Norblin, Bracia Buch i T.Werner” rozwijała się aż do II wojny światowej, w II Rzeczypospolitej była jednym z największych i najważniejszych przedsiębiorstw metalowych.
Teodor Werner zm. 20 maja 1902 w Warszawie, pochowany na cmentarzu ewangelicko-augsburskim w Warszawie, skąd prochy przeniesiono na cmentarz ewangelicko-reformowany w Warszawie, przy ul. Żytniej (kwatera S-3-5).

## Rodzina
W dniu 30 lipca 1864 zawarł małżeństwo z Albertyną Wilhelminą z Norblinów (1843-1912), siostrą Ludwika Norblina. W dniu 30 lipca 1889 Albertyna i Teodor Werner obchodzili srebrne wesele, połączone z jubileuszem 25-lecia istnienia spółki Norblin i Werner; podczas uroczystości małżonkowie ustanowili fundację na rzecz sierot po pracownikach fabryki.
Teodor i Albertyna Wernerowie mieli pięcioro dzieci:
- Maria Magdalena (1866-1944) – zamężną za Mieczysławem Meissnerem (1863-1939), członkiem Rady Nadzorczej spółki “Norblin, Bracia Buch i T.Werner”,
- Teodor Sylwester (1867-1919) – absolwent Politechniki w Rydze, przemysłowiec, od 1892 r. pracownik, a od 1900 r. jeden z dyrektorów Towarzystwa Akcyjnego “Norblin, Bracia Buch i T.Werner”, który w 1915 zorganizował ewakuację fabryki w głąb Rosji,
- Jadwiga (ur. i zm. 1870),
- Jan Stanisław (1873-1907) – inż., absolwent Politechniki w Rydze, w latach 1895–1897 pracownik zakładów metalowych Borman i Szwede, w latach 1898–1906 właściciel fabryki wyrobów żelaznych J.Werner i S.Zakrzewski;
- Wacław Henryk (1879-1948) – fizyk, wykładowca Politechniki Warszawskiej.